# 奧斯特羅夫鄉 (康斯坦察縣)
44°5′0″N 27°21′0″E / 44.08333°N 27.35000°E
奧斯特羅夫鄉（羅馬尼亞語：Comuna Ostrov, Constanța），是羅馬尼亞的鄉份，位於該國西南部，由卡拉什-塞維林縣負責管轄，面積171平方公里，海拔高度8米，2007年人口5,537，人口密度每平方公里32人。